# Tranchering

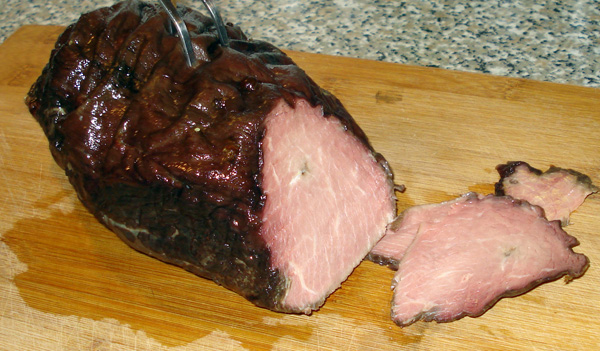
Tjälknul under tranchering

Tranchering kallas uppskärandet av tillagat kött inför servering, oftast utfört vid bordet, typiskt en stek eller ugnsgrillad hel kyckling. Vad gäller tranchering av stekar så skärs den oftast i millimetertunna skivor för att köttet ska vara så mjällt på tungan som möjligt, men även tjockare skivor är vanligt. Kyckling skärs oftast i centimetertjocka skivor.
Arbetet utförs lättast med en tranchergaffel och trancherkniv. Tranchergaffeln påminner lite om en högaffel med bara två glesa spetsar som är runt 10 cm långa. I restaurangkök används vanligtvis en maskin för detta, en så kallad skärmaskin, som kan skära mycket tunna och jämna skivor.